# Elecciones presidenciales de Estados Unidos de 2004
La elección presidencial de Estados Unidos de 2004 se realizó el martes 2 de noviembre de 2004, para elegir al Presidente de los Estados Unidos. Fue la 55° elección cuadrienal consecutiva para el presidente y el Vicepresidente. El republicano e incumbente presidente George Walker Bush derrotó a su contrincante demócrata y senador John Forbes Kerry. La política exterior, fue el tema dominante en toda la campaña electoral, en particular la conducta de Bush sobre la Guerra contra el terrorismo y la invasión de Irak en 2003. 
Al igual que en las controversias de las votaciones de la elección presidencial de 2000, y las preocupaciones sobre las irregularidades surgieron durante y después de la votación. El ganador fue determinado si no hasta el día siguiente, cuando Kerry decidió no cuestionar la victoria de Bush en el estado de Ohio. El estado tuvo suficientes votos electorales para determinar el ganador de la Presidencia. Tanto Kerry y el presidente del Comité Nacional Demócrata Howard Dean expresaron su opinión de que la votación en Ohio no procedió de manera justa y si hubiese sido justo, probablemente los demócratas hubiesen ganado ese estado y, por lo tanto, la elección.
Sólo tres estados cambiaron de lealtad. Nuevo México y Iowa votaron al Partido Demócrata en el año 2000, pero votaron por el republicano en 2004. Nueva Hampshire votó por el lado republicano en 2000, pero cuatro años más tarde pasó a manos de los Demócratas. En el Colegio Electoral, Bush recibió 286 votos a favor, 251 a favor de Kerry y 1 para John Edwards.(véase la sección “electores incrédulos” en Minnesota). 
En definitiva, Bush ganó el sur (antaño feudo demócrata) y los Estados montañosos, incluidos Colorado y Nuevo México, en los que desde entonces siempre han ganado los demócratas. Aparte de estos, también logró hacerse con otros estados cruciales en disputa, como Ohio (polémicamente), Iowa y Florida (54 votos electorales). Kerry, por su parte, ganó en otros estados disputados como Minnesota, Míchigan, Pensilvania, Nuevo Hampshire y Wisconsin (62 votos electorales), reteniendo así la geografía electoral demócrata habitual en las últimas décadas, el llamado "Blue Wall" ("muro azul", por el azul de los demócratas): el nordeste, los estados de los grandes lagos (Míchigan, Wisconsin y los próximos estados de Minnesota y Pensilvania), Illinois, y la costa oeste al completo, además de Hawái. Mientras tanto, en estas elecciones el resto del país se afianzó del lado de los republicanos: el sur, las Grandes Llanuras y los Estados montañosos, además de Alaska.
Cabe destacar que estas elecciones fueron las únicas celebradas desde 1988 hasta 2024 en que el Partido Republicano ganó el voto popular al obtener la confianza de más votantes que los demócratas. En todas las demás elecciones presidenciales celebradas desde entonces (las de 1992, 1996, 2000, 2008, 2012, 2016 y 2020) los demócratas se impusieron en voto popular, incluso cuando perdieron la presidencia por la distribución de votos en el colegio electoral (2000 y 2016), 20 años más tarde Donald Trump quien ganaría un segundo mandato no consecutivo, ganó la votación popular nacional para un republicano después de dos décadas de dominio demócrata. En ese momento, el total del voto popular de Bush fue la mayor cantidad de votos jamás recibidos por un candidato presidencial, un total que desde entonces ha sido superado 8 veces en las últimas 5 elecciones presidenciales. Bush también se convirtió en el único presidente en ejercicio en ganar la reelección después de perder el voto popular en las elecciones anteriores. Todos los demás perdieron, más recientemente Donald Trump en 2020.
Otro aspecto destacable de este resultado es que se trató de la primera ocasión en que un candidato ganó las elecciones sin ganar ningún estado del nordeste.

## Nominaciones

### Nominación republicana
| Boleto del Partido Republicano de 2004           |                                                      |
| George W. Bush                                   | Dick Cheney                                          |
| Candidato a la Presidencia                       | Candidato a la Vicepresidencia                       |
|                                                  |                                                      |
| 43° Presidente de los Estados Unidos (2001–2009) | 46° Vicepresidente de los Estados Unidos (2001–2009) |
|                                                  |                                                      |

La popularidad de Bush como presidente en tiempos de guerra ayudó a consolidar su base, y protegerse frente a cualquier desafío serio a la candidatura. El Senador Lincoln Chafee de Rhode Island consideró en retar a Bush en una plataforma antiguerra en Nueva Hampshire, pero decidió no postularse después de la captura de Saddam Hussein en diciembre de 2003.
El 10 de marzo de 2004, Bush oficialmente logró el número de delegados necesarios para ser nominado en la Convención Nacional Republicana de 2004 en Nueva York. Bush aceptó la nominación el 2 de septiembre de 2004, y seleccionó al Vicepresidente Dick Cheney como su compañero de fórmula. (En Nueva York, el pase estaba también en las boletas como candidatos del Partido Conservativo del Estado de Nueva York). Durante la convención y en toda la campaña, Bush se enfocó en dos temas: la defensa de América contra el terrorismo y la creación de una "sociedad de propietarios". La "sociedad de propietarios" permitía que las personas invirtieran en algunos de su Seguridad Social en el mercado de valores, incrementando las acciones de los propietarios y hogares, y en animar a más personas a comprar su propio seguro de salud.

### Candidatos republicanos
Presidente George W. Bush de Texas

### Nominación demócrata
| Boleto del Partido Demócrata de 2004                         |                                                                  |
| John Kerry                                                   | John Edwards                                                     |
| Candidato a la Presidencia                                   | Candidato a la Vicepresidencia                                   |
|                                                              |                                                                  |
| Senador de los Estados Unidos por Massachussetts (1985–2013) | Senador de los Estados Unidos por Carolina del Norte (1999–2005) |
|                                                              |                                                                  |

Candidatos demócratas:
- Exembajador y exsenadora Carol Moseley Braun de Illinois.
- Retirado general Wesley Clark de Arkansas.
- Exgobernador Howard Dean de Vermont.
- Senador John Edwards de Carolina del Norte.
- Exlíder de la Cámara Dick Gephardt de Misuri.
- Senador Bob Graham de Florida.
- Senador John Kerry de Massachusetts.
- Congresista Dennis Kucinich de Ohio.
- Senador Joe Lieberman de Connecticut.
- Reverendo Al Sharpton de Nueva York.

#### Galería de los candidatos demócratas

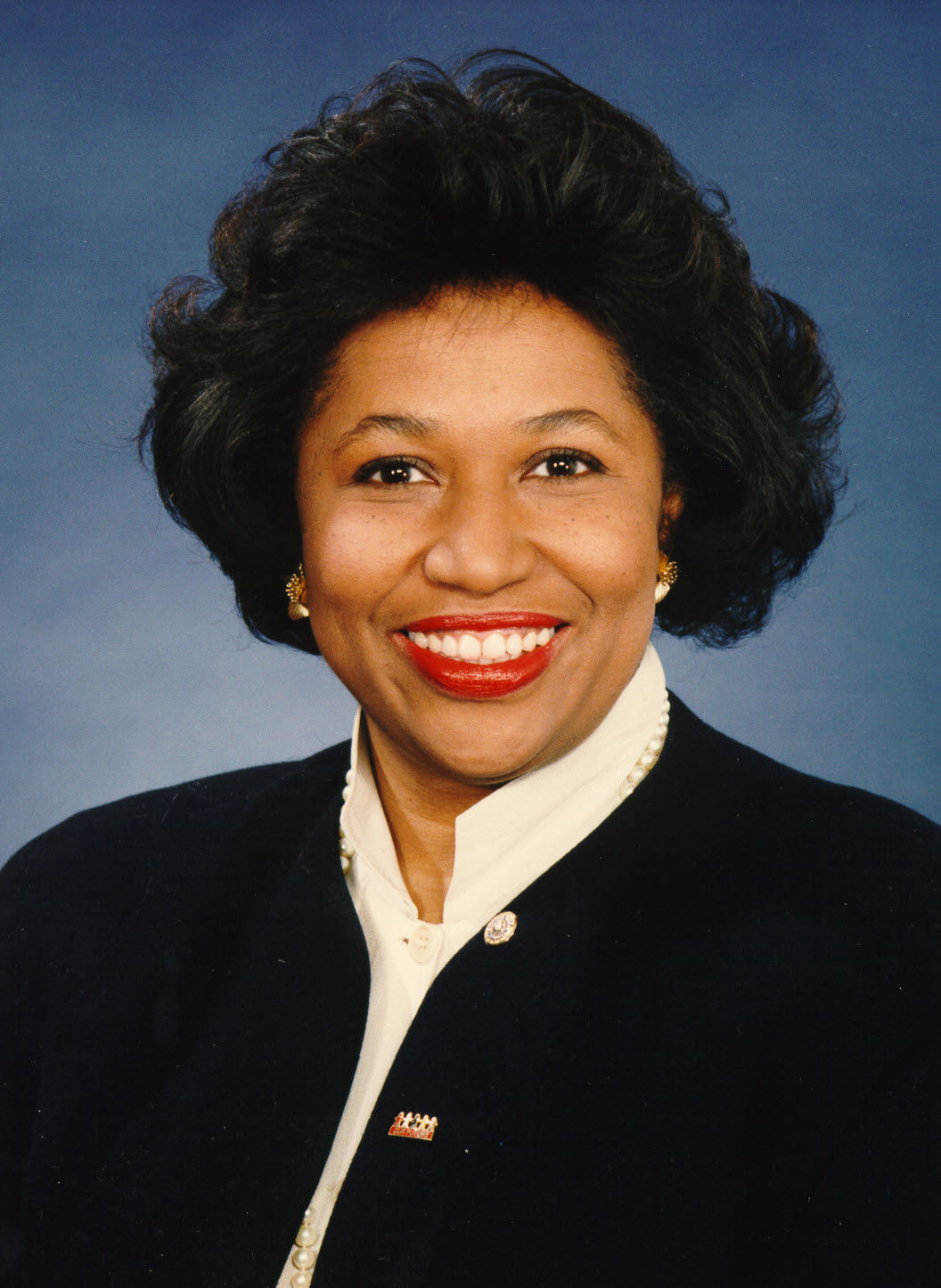
Ex Senadora Carol Moseley Braun de Illinois
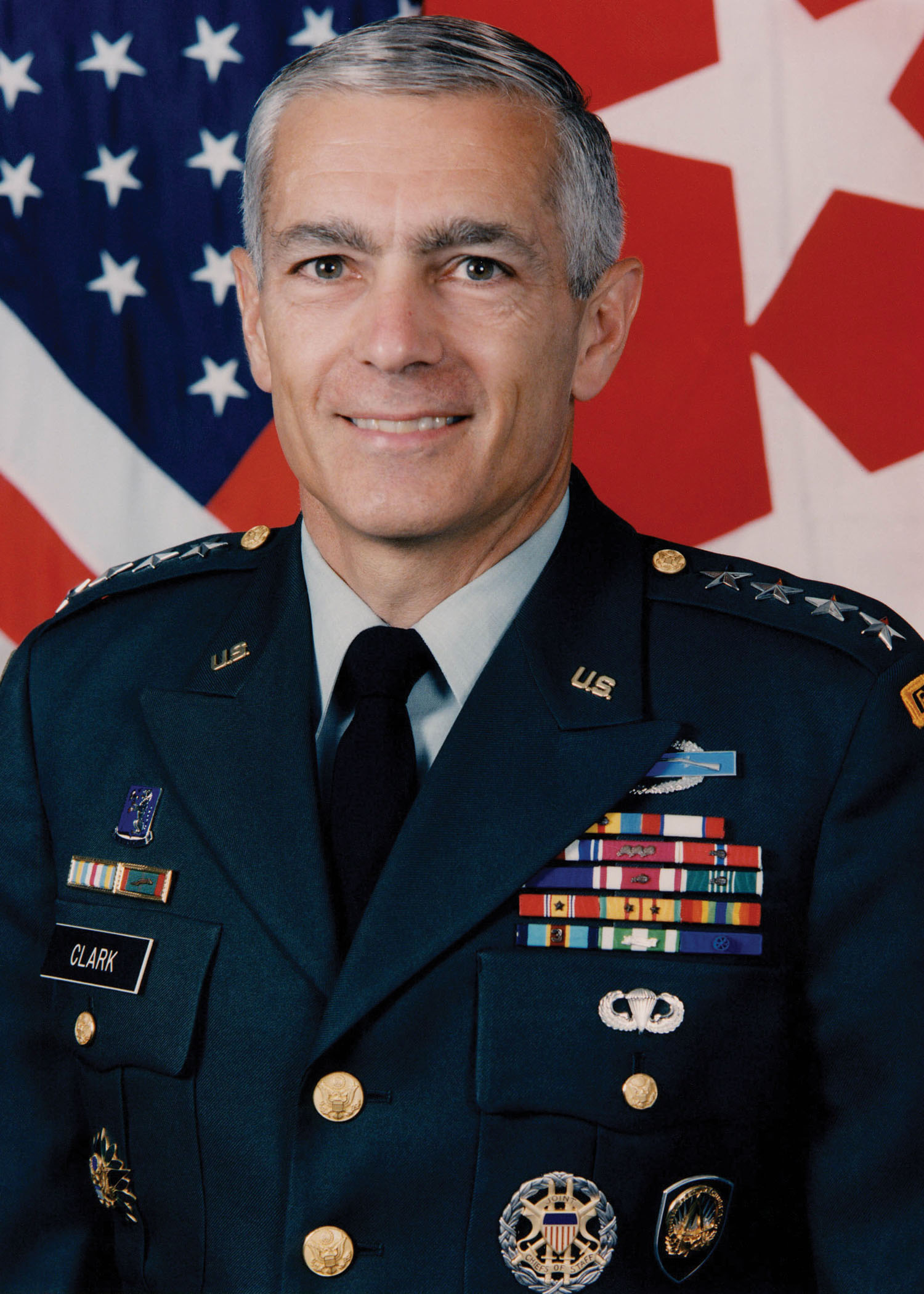
General retirado Wesley Clark de Arkansas
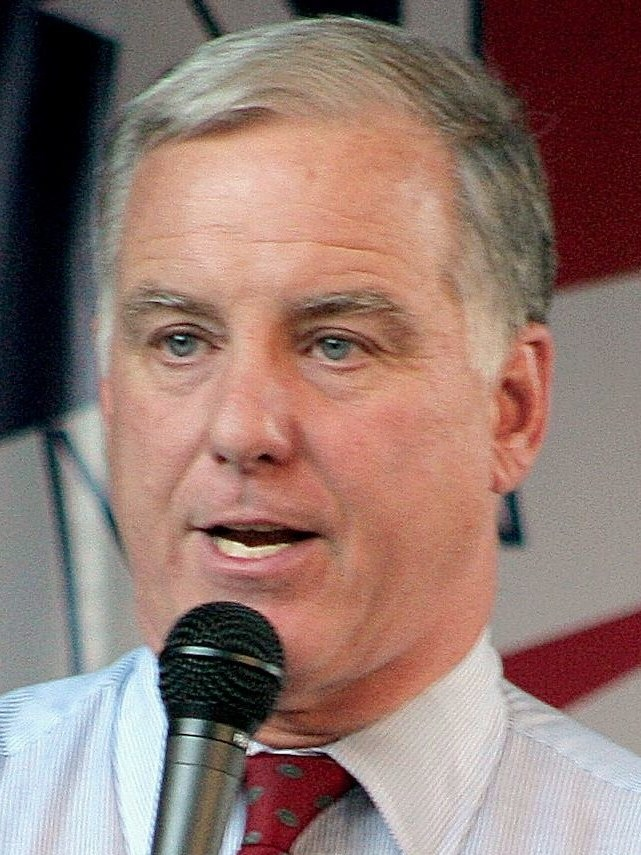
Exgobernador Howard Dean de Vermont
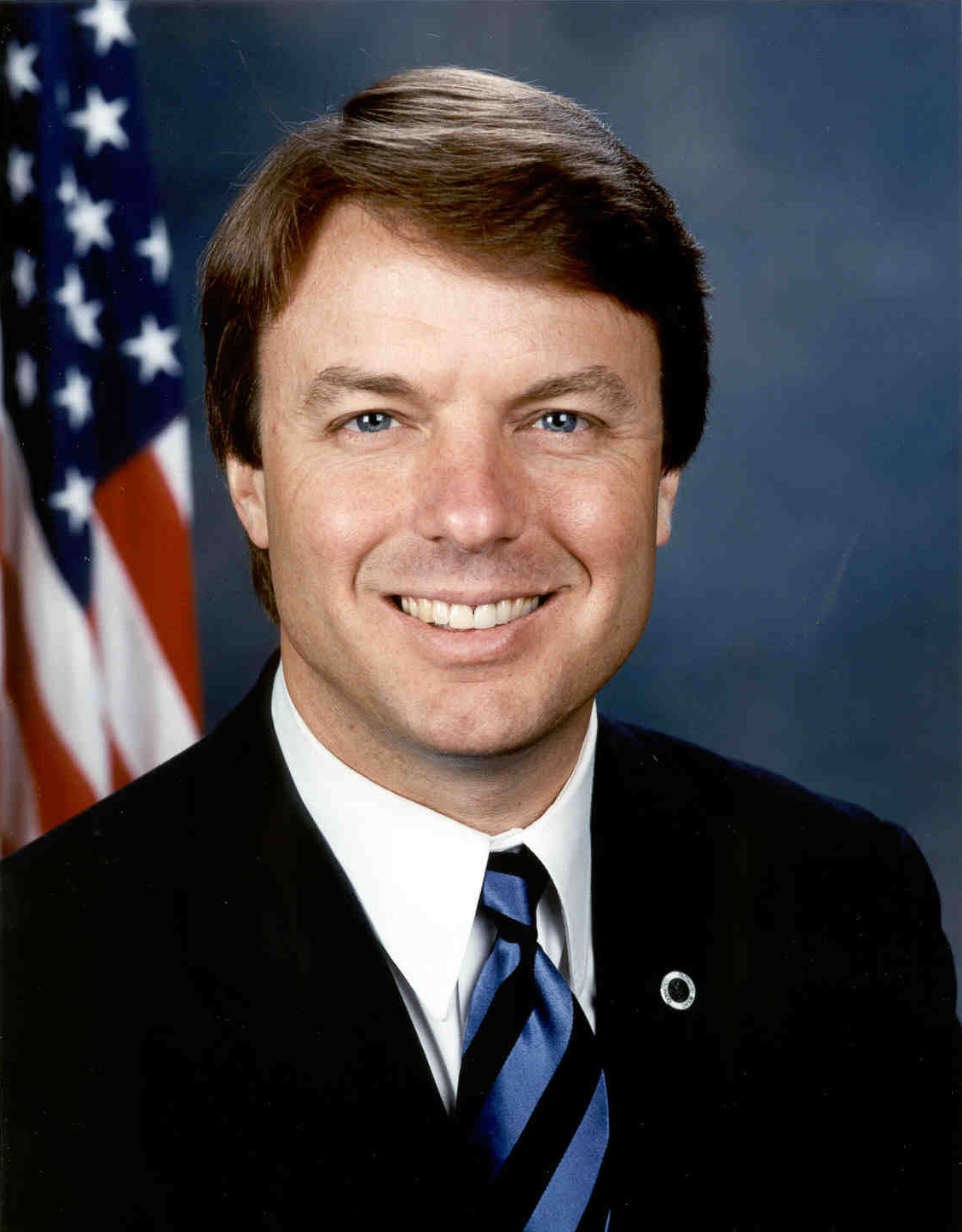
Senador John Edwards de Carolina del Norte
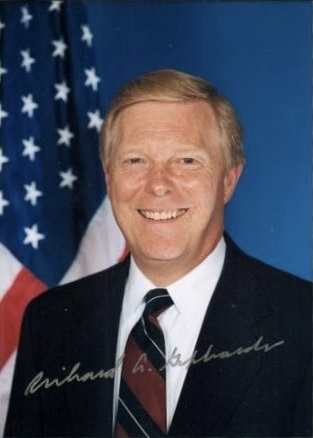
Ex líder minorista de la Cámara Dick Gephardt de Misuri
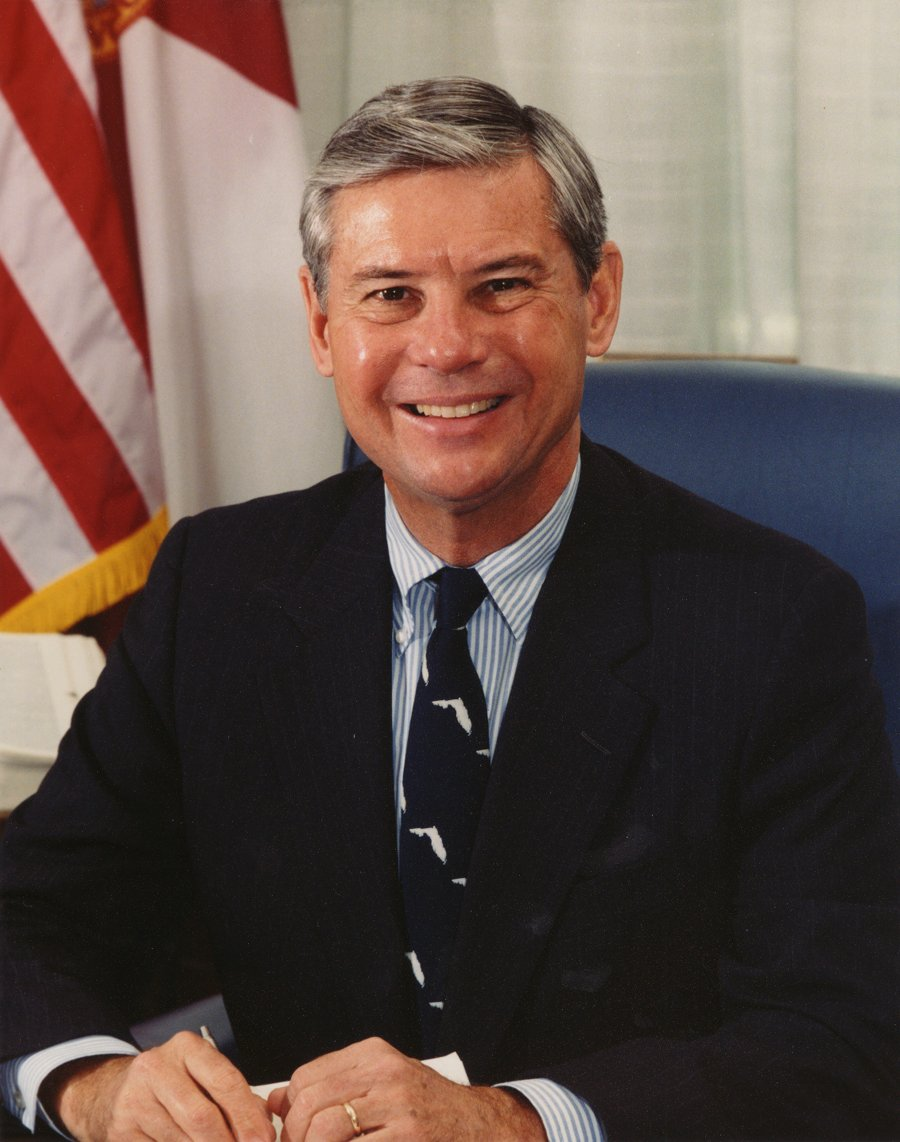
Senador Bob Graham de Florida
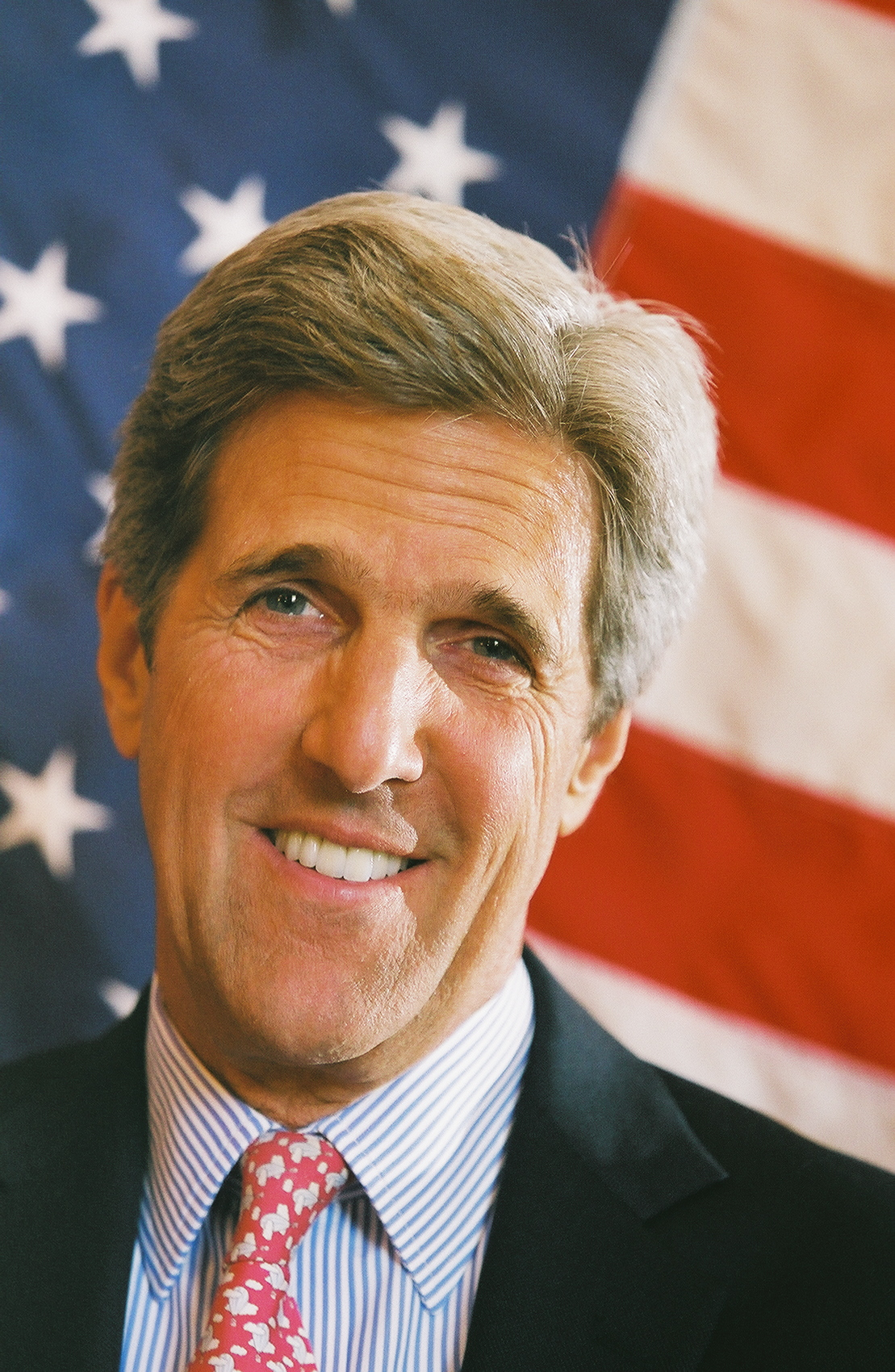
Senador John Kerry de Massachusetts
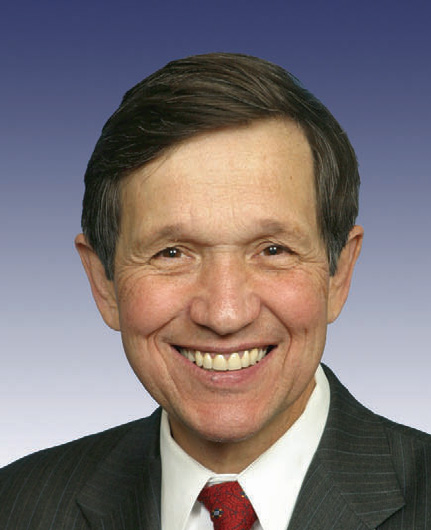
Representante Dennis Kucinich de Ohio
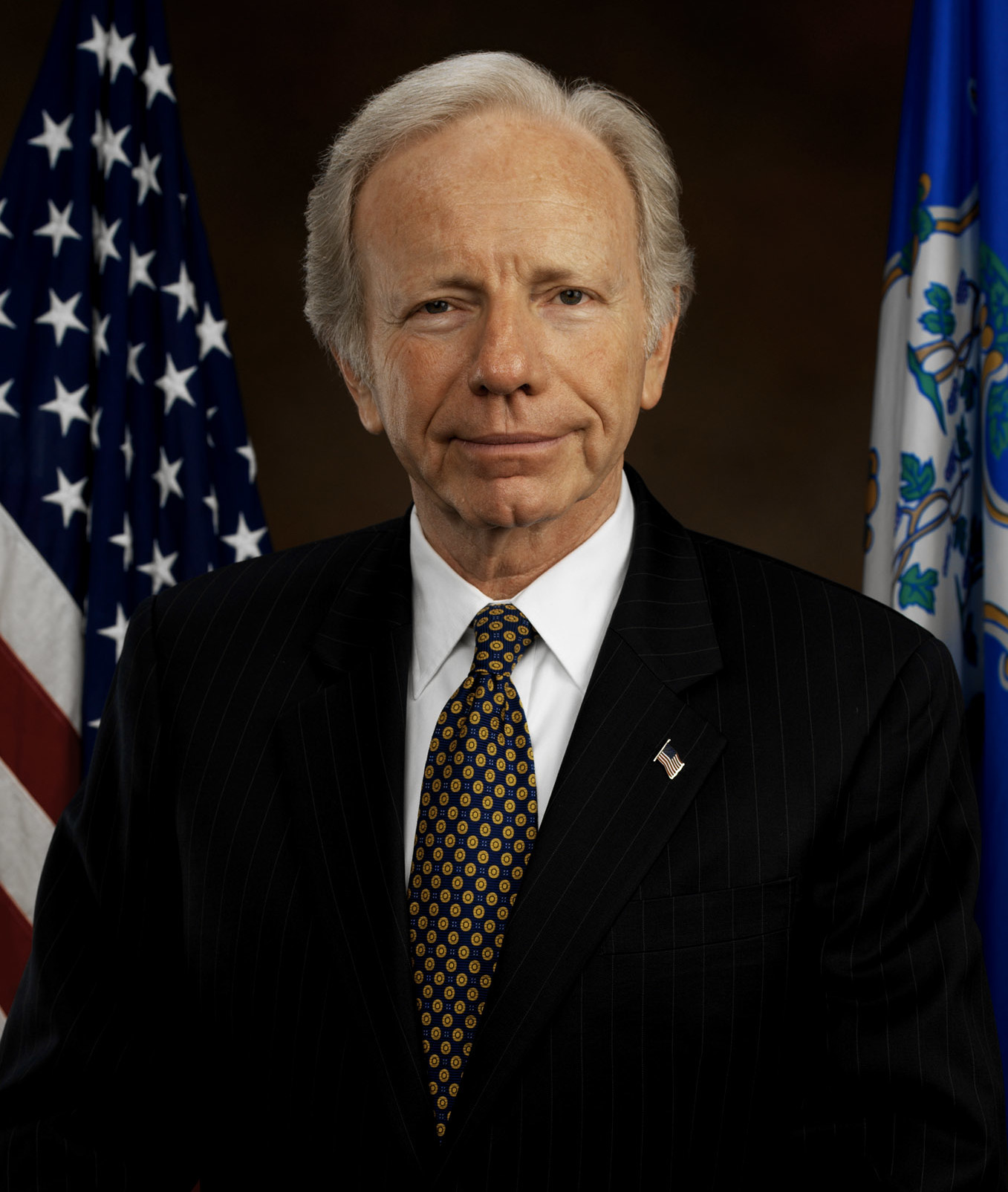
Senador Joe Lieberman de Connecticut
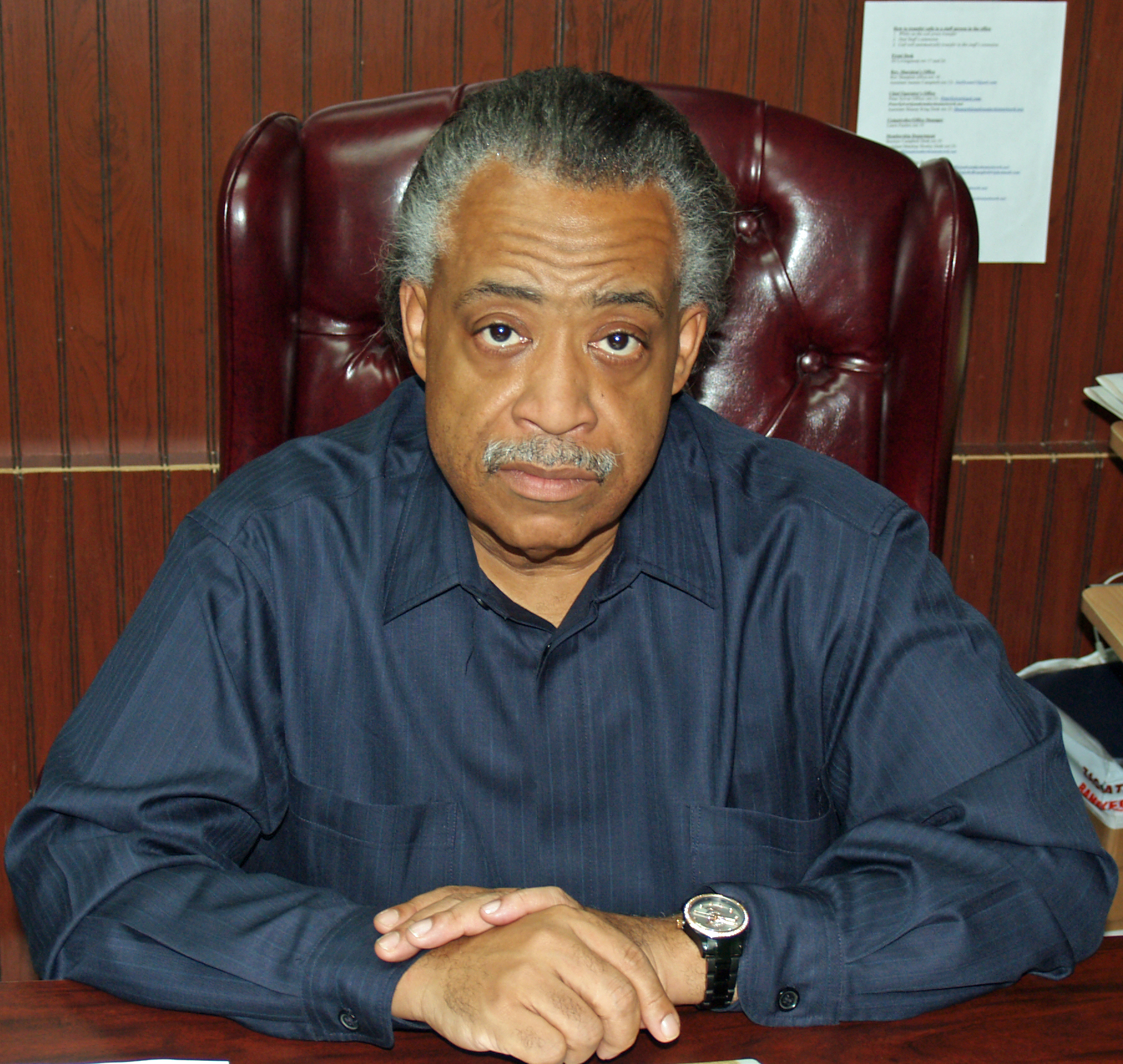
Reverendo Al Sharpton de Nueva York

## Resultado de las elecciones

### Gran total
| Candidato presidencial | Candidato presidencial | Partido                    | Estado natal           | Voto popular           | Voto popular           | Voto Electoral | Compañero de fórmula | Estado natal del compañero | Voto electoral RM |
| Candidato presidencial | Candidato presidencial | Partido                    | Estado natal           | Conteo                 | Pct                    | Voto Electoral | Compañero de fórmula | Estado natal del compañero | Voto electoral RM |
| ---------------------- | ---------------------- | -------------------------- | ---------------------- | ---------------------- | ---------------------- | -------------- | -------------------- | -------------------------- | ----------------- |
|                        | George W. Bush         | Republicano                | Texas                  | 62 040 610             | 50,7%                  | 286            | Dick Cheney          | Wyoming                    | 286               |
|                        | John F. Kerry          | Demócrata                  | Massachusetts          | 59 028 444             | 48,3%                  | 251            | John Edwards         | Carolina del Norte         | 251               |
|                        | John Edwards (a)       | Demócrata                  | Carolina del Norte     | —                      | —                      | 1              | —                    | Carolina del Norte         | 1                 |
|                        | Ralph Nader            | Reforma                    | Connecticut            | 465 650                | 0,4%                   | 0              | Peter Camejo         | California                 | 0                 |
|                        | Michael Badnarik       | Libertario                 | Texas                  | 397 265                | 0,3%                   | 0              | Richard Campagna     | Iowa                       | 0                 |
|                        | Michael Peroutka       | Constitución               | Maryland               | 143 630                | 0,1%                   | 0              | Chuck Baldwin        | Florida                    | 0                 |
|                        | David Cobb             | Verde                      | Texas                  | 119 859                | 0,1%                   | 0              | Pat LaMarche         | Maine                      | 0                 |
|                        | Leonard Peltier        | Paz y Libertad             | Pensilvania            | 27 607                 | 0,0%                   | 0              | Janice Jordan        | California                 | 0                 |
|                        | Walt Brown             | Socialista                 | Oregón                 | 10 837                 | 0,0%                   | 0              | Mary Alice Herbert   | Vermont                    | 0                 |
|                        | Róger Calero (b)       | Socialista de Trabajadores | Nueva York             | 10 800                 | 0,0%                   | 0              | Arrin Hawkins (b)    | Minnesota                  | 0                 |
| Otro                   | Otro                   | Otro                       | Otro                   | 22 851                 | 0,0%                   | –              | Otro                 | Otro                       | –                 |
| Total                  | Total                  | Total                      | Total                  | 122 267 553            | 100 %                  | 538            |                      |                            | 538               |
| Necesitados para ganar | Necesitados para ganar | Necesitados para ganar     | Necesitados para ganar | Necesitados para ganar | Necesitados para ganar | 270            |                      |                            | 270               |

Fuente (Voto popular electoral): Comisión de las Elecciones Federales y Resumen del voto popular
(a) Un elector incrédulo de Minnesota castó un voto electoral para John Edwards para presidente. 

(b) Debido a que Arrin Hawkins tenía 28, fue constitucionalmente ineligible para servir como vice presidente, y Margaret Trowe la reemplazó en las boletas de algunos estados. James Harris reemplazó a Calero en algunas boletas de ciertos estados.

### Libros
- Fooled Again: How the Right Stole the 2004 Election (2005) - Mark Crispin Miller, Basic Books
- Steven F. Freeman and Joel Bleifuss, Was the 2004 Presidential Election Stolen? Exit Polls, Election Fraud, and the Official Count, (New York: Seven Stories Press, 2006)

### Mapas de las elecciones & análisis
- NYTimes.com 2004 Election Results Interactive Graphic
- How close was the 2004 election? - Michael Sheppard, Michigan State University
- PBS.org Interactive Electoral College Map
- Maps and cartograms of the 2004 U.S. presidential election results - Michael Gastner, Cosma Shalizi, and Mark Newman, University of Michigan
- Electoral College Meta-Analysis - Professor Sam Wang, Princeton University (election.princeton.edu)
- Election 2004 Results - Robert J. Vanderbei, Princeton University
- Interactive Atlas of the 2004 Presidential Election Results - Dave Liep
- Alternate views of the electoral results map
- Assessing the Vote and the Roots of American Political Divide
- How the 2004 Presidential Election Impacted the Way Americans Speak
- U.S. Election 2004 Web Monitor
- November 2: Election Day 2004 A chronicle of campaign news & commentary...]
- The Honky Tonk Gap: Country Music, Red State Identity, and the Election of 2004

### Previsiones de estado por estado de los resultados electorales
- Political Oddsmaker - 98.2% accurate calls in 2,700 races since 1995 (Page not up as of 2007)
- TrendLines Electoral Vote Projection Chart
- Probability analysis of Electoral College based on latest poll results by state
- Electoral Vote Predictor 2004
- Election Projection: Detailed electoral analysis, updated frequently
- Federal Review Composite Poll
- Larry J. Sabato's Crystal Ball
- Professor Pollkatz's Pool of Polls
- Running the Numbers: Election 2004
- Swing State Project
- President Elect projection
- Race 2004 Archivado el 9 de mayo de 2008 en Wayback Machine.
- USA Today polls
- Electoral college simulations

### Controversias
- About.com, Democracy & Voting Rights - Ohio 2004 Election as Lesson in What Can Go Wrong
- Analysis of misleading advertising from both Bush and Kerry
- "Was the 2004 Election Stolen?" Robert F. Kennedy Jr. Rolling Stone. Archivado el 17 de octubre de 2007 en Wayback Machine.
- Researcher Alleges Potential Plagiarism in 11 Passages of Kerry's Writings
- VIDEO presentation: Professor Steve Freeman on stolen 2004 election October 5, 2007
- VIDEO interview: Professor Steve Freeman on stolen 2004 election October 5, 2007

### Financiación de la campaña electoral
- 2004 Center for Responsive Politics compiles data about who gives and who receives
- Mapas de financiación

### Elecciones de 2004 y debates globales
- Hable con EE. UU.
- El Mundo habla
- El mundo vota
- Globalvote 2004

### Error en la votación electoral de Minnesota
- Minnesota Public Radio

- Datos: Q464075
- Multimedia: United States presidential election, 2004 / Q464075